# Protocolo AAA
En seguridad informática, las siglas AAA se corresponden al conjunto de funciones autenticación, autorización y responsabilidad, puesto que en inglés son authentication, authorization y accounting. De esa forma, un proceso, protocolo, sistema... AAA garantiza que aplica esas tres características. En ocasiones, se añade la auditoría, y resulta en AAAA.

## Descripción de las funciones
Un proceso, protocolo, sistema... es AAA si garantiza la siguiente funcionalidad:
- Autenticación, que se refiere a la garantía de que una ejecución la efectúa aquella entidad o persona que asegura ejecutarla. Para aplicarla, es preciso acreditar su identidad mediante, por ejemplo, la entrega de unas credenciales, un testigo, un certificado digital, etc. También es posible usar protocolos de autenticación que permiten demostrar la posesión de esas credenciales necesidad de entregarlas, como es el caso de los protocolos de desafío-respuesta.
- Autorización, que se refiere a la legitimidad de esa entidad o persona para la ejecución. Para ello, el sistema debe reconocerle unos permisos o privilegios, y garantizarlos mediante técnicas como el control de accesos.
- Responsabilidad, que se refiere a la capacidad de registrar los detalles de cada ejecución para que la entidad o persona que la efectué pueda rendir cuentas. De esa forma, se puede determinar no sólo aquel que hace usos indebidos del sistema, sino la existencia de otros errores u omisiones que impidieron la autenticación y autorización correctas.

## Lista de protocolos AAA
- RADIUS
- DIAMETER
- TACACS
- TACACS+

Otros protocolos utilizados en combinación con los protocolos AAA:
- PPP
- EAP
- LDAP

## Requisitos
- RFC 2194 Review of Roaming Implementations
- RFC 2477 Criteria for Evaluating Roaming Protocols
- RFC 2881 Network Access Server Requirements Next Generation (NASREQNG) NAS Model
- RFC 2903 Generic AAA Architecture
- RFC 2904 AAA Authorization Framework
- RFC 2905 AAA Authorization Application Examples
- RFC 2906 AAA Authorization Requirements
- RFC 3169 Criteria for Evaluating Network Access Server Protocols
- RFC 3539 AAA Transport Profile
- RFC 1234 AAA Transport Profile

- Datos: Q430140